# Cyprian Fröhlich

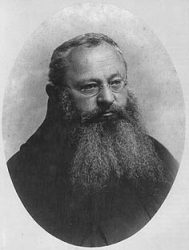
Pater Cyprian Fröhlich

Cyprian Fröhlich, geboren als Franz Xaver Fröhlich (* 20. März 1853 in Eggolsheim; † 6. Februar 1931 in München), war ein deutscher Kapuziner.

## Leben
Franz Xaver Fröhlich wurde am 20. März 1853 in Eggolsheim bei Forchheim als Sohn des Lehrers Melchior Fröhlich und seiner Frau Theresia Fröhlich, geborebe Schlafhäuser, geboren. Drei Jahre später siedelte die Familie nach Herzogenaurach um, woher die Eltern stammten. 1857 starb die Mutter, der Vater verheiratete sich noch zwei weitere Male. Die Jahre in seinem Elternhaus waren vor allem geprägt von den körperlichen Gewalthandlungen des Vaters, über die P. Cyprian offen sprach.
Im Alter von zwölf Jahren zog Xaver erst zu seiner Großmutter, dann zu einer Tante. Er besuchte zwei Jahre die Lateinschule in Erlangen und machte 1872 in Bamberg das Abitur. Fröhlich studierte zunächst an der TU München Maschinenbau. Im Semester 1873/74 belegte er am Lyzeum in Bamberg die Fächer Philosophie, Physik und Geschichte der Naturwissenschaften. 1874/75 war er im Fach Mathematik an der Universität in Erlangen eingeschrieben, besuchte aber auch die Vorlesung über „Allgemeine Geschichte nach 1789“ bei Karl von Hegel. Bei seiner Studentenverbindung Aenania meldete er sich 1874 ab, um zum Militär zu gehen. Hinweise auf eine militärische Laufbahn sind nicht vorhanden. Im Sommer 1875 nahm er am Georgianum der Universität München sein Theologiestudium auf. Fröhlich, der als Herzogenauracher zum Erzbistum Bamberg gehörte, wechselte 1876 auf eigenen Wunsch in die Diözese Augsburg. Die Gründe dafür sind nicht bekannt.

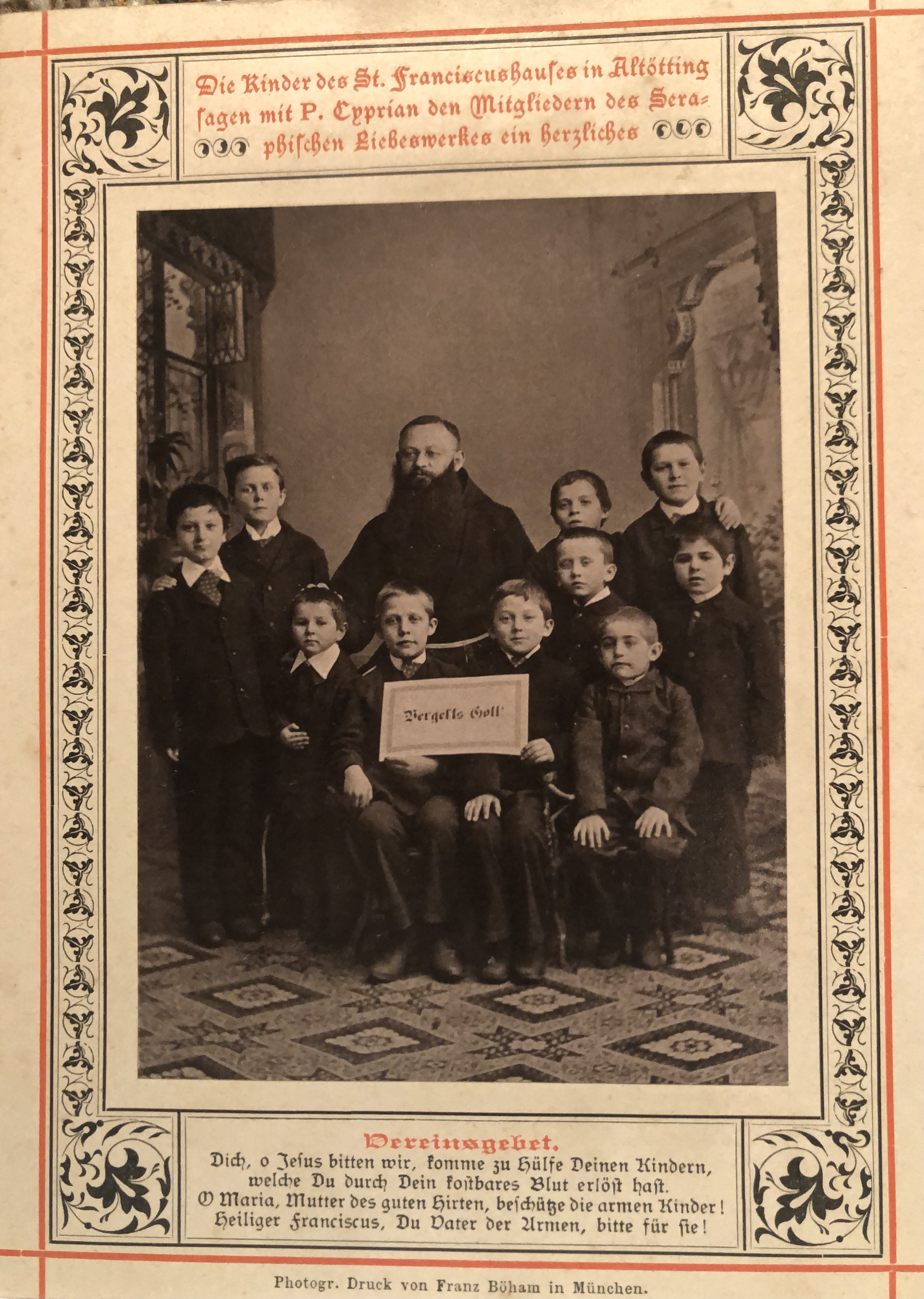
Pater Cyprian mit Kindern aus dem St. Franziskushaus

Mit 24 Jahren empfing Fröhlich am 26. Juli 1877 vom Augsburger Bischof Pankratius von Dinkel die Priesterweihe und trat 19. September 1877 in den Kapuzinerorden (OFMCap) ein. Nach seinem Noviziat in Burghausen und Laufen an der Salzach wurde P. Cyprian 1888 in die Rheinisch-Westfälische Provinz entsandt, um in Ehrenbreitstein bei Koblenz die Leitung der Familiaren des dritten Ordens zu übernehmen. Mit Hilfe der beiden Vorstände des Dritten Ordens in Ehrenbreitstein, Barbara Hartmann und Friedrich Kleckner, gründete Fröhlich 1889 das Seraphische Liebeswerk, ein Hilfswerk „zur Rettung von in Glaube oder Sitte gefährdeten Kindern“. Die Anregung dazu kam von dem Geistlichen Rat Matthäus Müller, dem damaligen Direktor der „Knaben-Rettungsanstalt“ in Marienhausen und Redakteur des Franziskusblattes. 1893 rief ihn sein Kapuzinerprovinzial zurück nach Altötting – die Trennung des Seraphischen Liebeswerks in eine Norddeutsche und Süddeutsche Abteilung wurde ebenfalls vollzogen. Innerhalb weniger Monate folgte dann die Errichtung des „St. Franziskushauses“ in Altötting, des ersten Kinderheims des Sozialwerks in Süddeutschland. Die Rechtsfähigkeit als anerkannter Verein erhielt die Süddeutsche Abteilung erst zwei Jahre später, am 18. Januar 1895.
Zusammen mit Franz und Maximilian Brandts, Franz Hitze, August Pieper und Prälat Lorenz Werthmann gehörte Fröhlich zu den Gründungsvätern des deutschen Caritasverbandes. Er regte die Gründung des Marianischen Mädchenschutzvereins (heute IN VIA Katholische Mädchensozialarbeit) an, den Christiane von Preysing u. a. zusammen mit Luise Fogt 1895 ins Leben rief. Er gilt als eine Art Vorläufer der katholischen Bahnhofsmission. Hier arbeitete Fröhlich neben anderen mit der Frauenrechtlerin Ellen Ammann zusammen.
Nach seiner Abberufung als Präses des Seraphischen Liebeswerks im Jahr 1921 war er von 1924 an hauptsächlich in Mähren, der Slowakei und der Karpatoukraine unterwegs, um seine Ideen auch dort zu verbreiten. Ab 1927 lebte er im Kapuzinerkloster St. Anton in München. Dort starb er sechs Wochen vor seinem 78. Geburtstag am 6. Februar 1931 und wurde dort auch bestattet.

## Werke
Seine Werke veröffentlichte Fröhlich auch unter dem Pseudonym „Bruder Marianus“. Im Seraphischen Kinderfreund (mit Beilage Marienkind) und in der Kinderlegion, den beiden von ihm gegründeten Zeitschriften des Liebeswerks, benutzte er eine Vielzahl von Decknamen wie etwa „Onkel Felix“, „Freundin Monika“, „Tante Anna“ oder „Bruder Franziskus“. Seiner Aussage zufolge hat P. Cyprian 1895 auch den Altöttinger Liebfrauenboten gegründet. Das Erscheinen der beiden Lokalzeitungen Öttinger Anzeiger und Die Innzeitung führt er ebenfalls auf sich zurück. Auch die Zeitschrift Caritas, heute neues caritas magazin des Deutschen Caritasverbands, regte P. Cyprian an. Der Umfang seiner meist als religiöse Kleinschriften veröffentlichten Publikationen ist überschaubar.
- Die Deutschen Karpatho-Russlands in der tschechoslowakischen Republik. Kapuzinerkloster St. Anton München um 1929
- Der Eltern-Segen. Alphonsus-Buchhandlung Münster 1919
- Ein Blumenstrauß für junge Leute: Gebunden von P. Cyprian Fröhlich. A. Botzler Regensburg 1903
- 25 Jahre im Dienste des göttlichen Kinderfreundes. Eine Geschichte des Seraphischen Liebeswerkes und einer Zeitgeschichte. Seraphisches Liebeswerk Altötting 1914
- Geschichte des St. Franziskushauses in Altötting zum 25jährigen Bestande. Niedermayer & Seidl Neuötting 1918
- Geschichte und Aufgaben des Seraphischen Liebeswerkes in Karpatho-Rußland. Niedermayer & Lutz Altötting um 1928
- Das Gnadenbild U.L. Frau von Altötting auf der Flucht und im Triumphzug: erzählt nach Mitteilungen Beteiligter. Als Beilage drei Marien-Predigten des Hochwürdigsten Bischofs von Passau Sigismund Felix von Ow. Geiselberger Altötting 1919
- Der heilige Kreuzweg als das süße Geheimnis unserer Weisheit, Kraft und Seligkeit: frommen und bußfertigen Christen zu täglicher Betrachtung, sowie zur Vorbereitung auf die hl. Beichte, besonders bei Volksmissionen und Exerzitien. Seraphisches Liebeswerk Altötting 1920
- Die „Innere Mission“ der Protestanten in Bayern und München: Dargestellt von P. Cyprian [OFMCap] O. C. Mit Erlaubnis der Oberen. Rudolf Abt Passau 1895
- Lehrbüchlein für die Anstaltszöglinge des Seraphischen Liebeswerkes. Seraphisches Liebeswerk Altötting 1918
- Das Marien-Kind. 7 Kinderpredigten. Anton Steiner Altötting 1898
- Das Marien-Kind. Wie es beten, folgen und leben soll. Laumann Dülmen 1889
- Missions-Büchlein für Jungfrauen. Münster 1894
- Die religiöse und soziale Bedeutung des Marianischen Mädchenschutz-Vereines: Rede das Hochw. P. Cyprian Fröhlich, O. C. gehalten am 29. April 1897 im großen Saale das kathol. Casino in München. Abt München 1897
- Schutzengelbrief für Kranke: 5 Trostbriefe des hl. Schutzengels an sein krankes Kind. Zugleich ein Handbüchlein für Krankenpfleger. A. Laumann Dülmen i. Westfalen 1925

## Ehrungen
- 1907: Ehrenbürger der Stadt Herzogenaurach
- 1908: Ehrenbürger der Stadt Altötting
- 1915: Ehrenbürger der Stadt St. Ingbert